# 西波克特郡

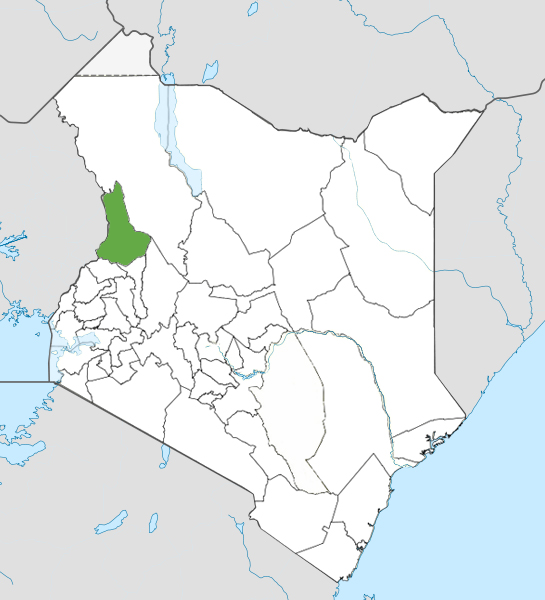

西波克特郡，是肯尼亞的一個郡，位於該國西部，由裂谷省負責管轄，首府設於卡彭古里亞，始建於2013年3月4日，面積8,418.2平方公里，2009年人口512,690，人口密度每平方公里61人。